# 229004 Josephhall
229004 Josephhall è un asteroide della fascia principale esterna. Scoperto nel 2003, presenta un'orbita caratterizzata da un semiasse maggiore pari a 3,154323 UA e da un'eccentricità di 0,083765, inclinata di 6,006778° rispetto all'eclittica.
Fa parte della famiglia di asteroidi Hygiea.
William Joseph Hall  è un amministratore americano in un ruolo primario, che sostiene il dipartimento viaggi del Southwest Research Institute. Con grande efficienza e attenzione ai dettagli, ha supportato una miriade di viaggi per i membri del team scientifico per diverse missioni della NASA, tra cui la missione New Horizons verso Plutone e oltre.